# Kobułty
Kobułty (deutsch Kobulten) ist ein Dorf in der polnischen Woiwodschaft Ermland-Masuren. Es gehört zur Stadt- und Landgemeinde Biskupiec (Bischofsburg) im Powiat Olsztyński (Kreis Allenstein).

## Geographische Lage
Kobułty liegt in der Mitte der Woiwodschaft Ermland-Masuren, 27 Kilometer nördlich der einstigen Kreisstadt Ortelsburg (polnisch Szczytno) und 37 Kilometer östlich der jetzigen Kreismetropole Olsztyn (deutsch Allenstein).

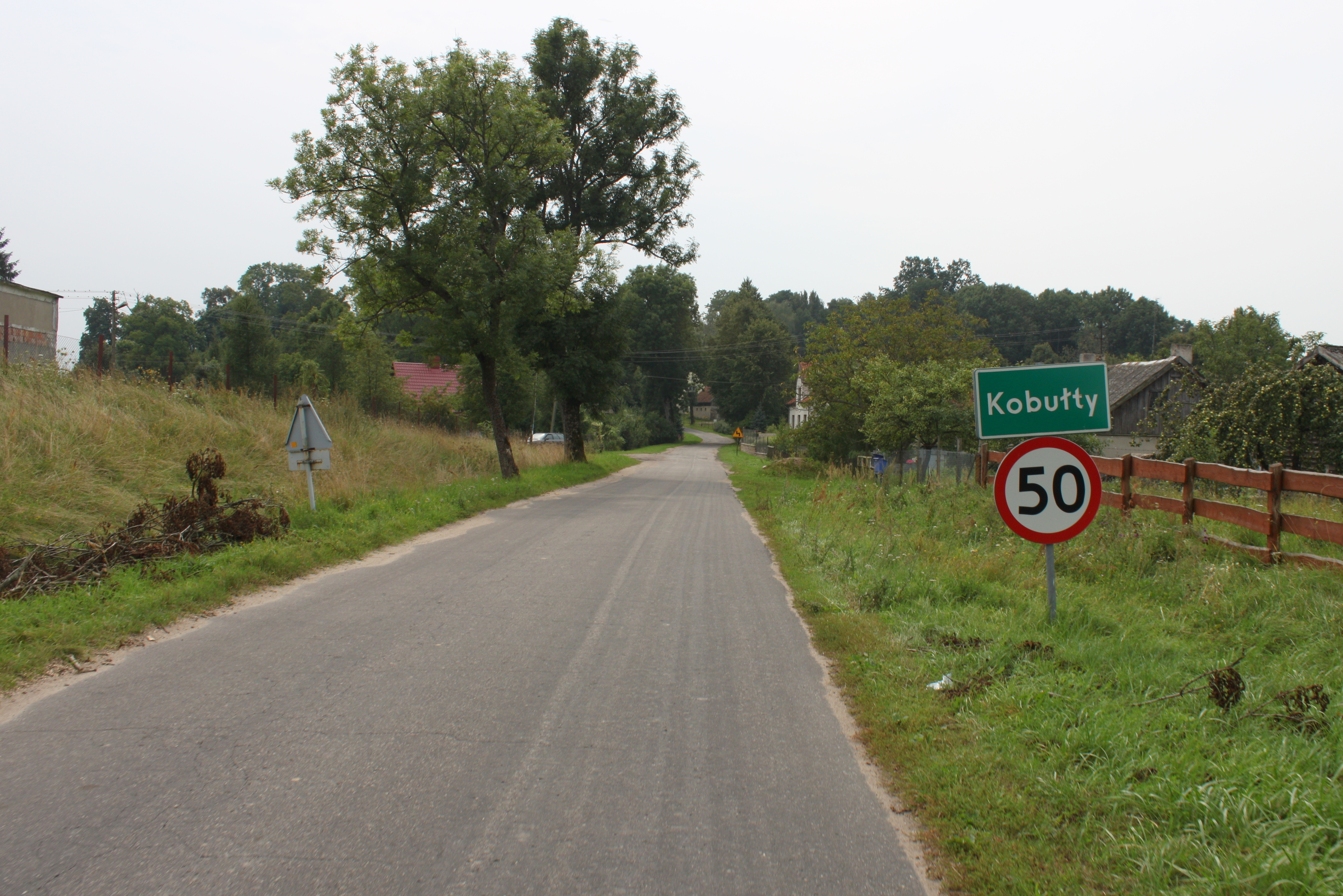
Ortseinfahrt Kobułty

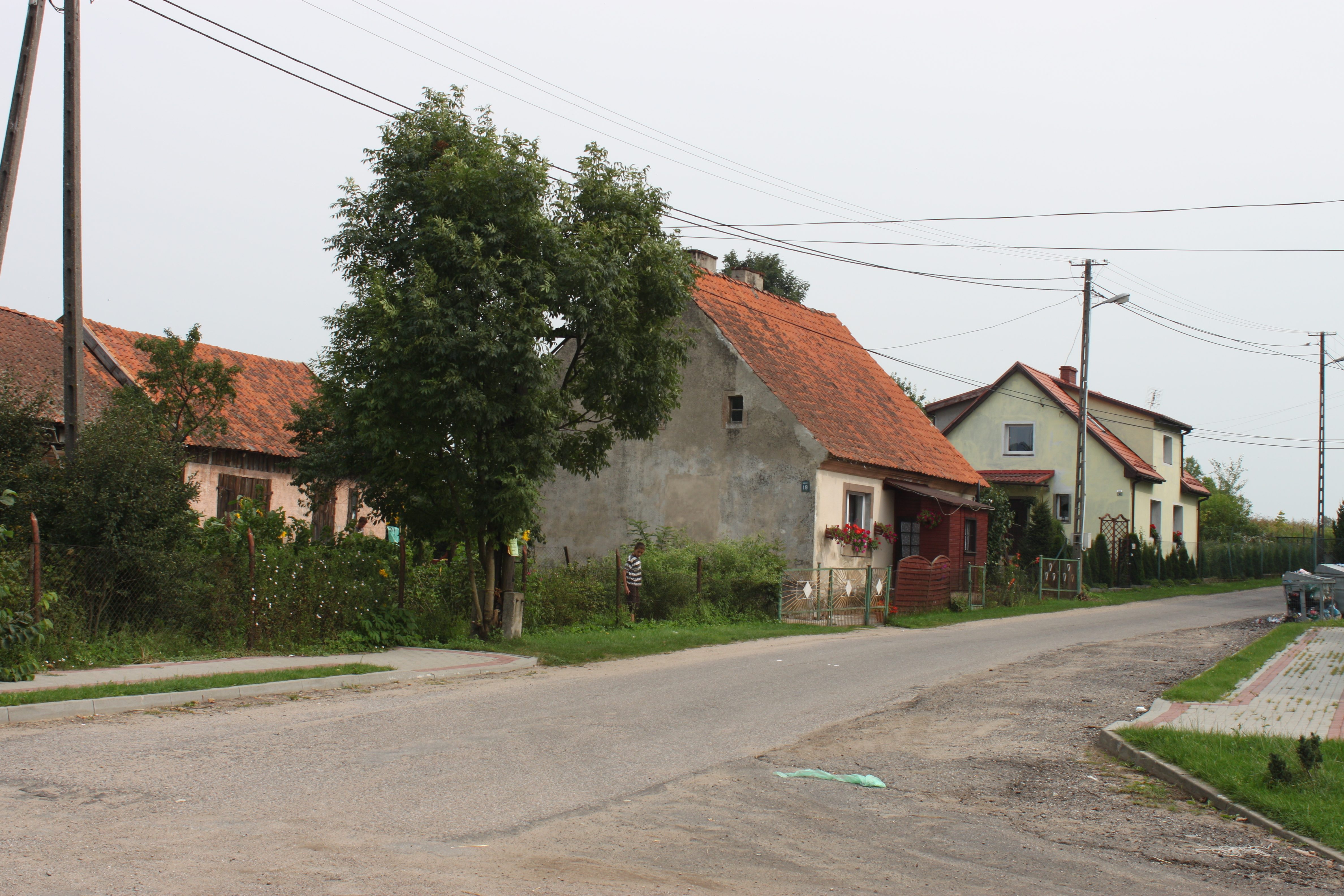
Dorfstraße

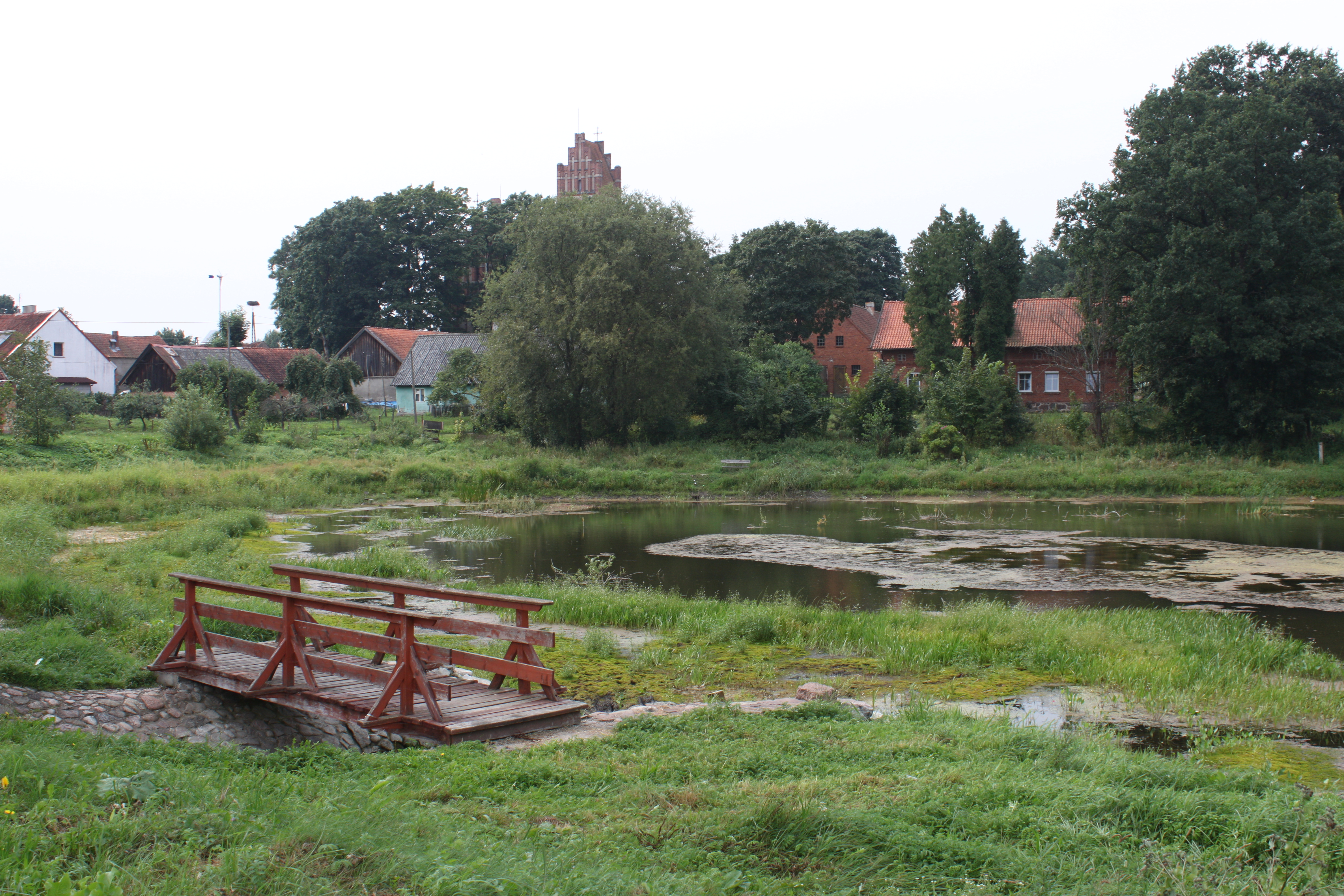
Dorfteich

## Geschichte

### Ortsgeschichte
Der erste urkundliche Beweis für die Existenz von Kobulten  findet sich im Jahre 1406, als Philipp von Wildenau seinem Diener Mathes zu Bössin die verlorene Handfeste über zehn Hufen erneuert. Nach dem Tod Philipps von Wildenau wurden seine Güter vom Deutschen Orden eingezogen. Im 16. Jahrhundert erscheinen Angehörige der Familie Küchmeister von Sternberg als Besitzer des Guts, das 1671 „wegen Verschuldung“ an Hans Jakob Pomianna von Dittrichsdorf zum Verkauf kam. Wechselnde Besitzer waren dann über Jahrzehnte Gutseigentümer. Die letzten drei waren Angehörige der Familien von Greve und Knauff sowie Knauffs Erben.
In der Mitte des 19. Jahrhunderts erwarb der Landrat von Rößel (polnisch Reszel), Freiherr von Schroetter, Landbesitz in Kobulten und zog von Rheindorfshof (polnisch Wólka Ryńska) hierher um. Erstaunlicherweise erhielt er die königliche Genehmigung, seinen Dienstsitz samt den dazugehörigen Kreisbehörden von Rößel in das nahegelegene Bischofsburg, der südlichsten Stadt im Kreis Rößel zu verlegen, weil es von dort näher zu seinem neuen Wohnort war.
1874 wurde Kobulten Amtsdorf und damit namensgebend für einen Amtsbezirk, der bis 1945 bestand und zum Kreis Ortelsburg im Regierungsbezirk Königsberg (ab 1905: Regierungsbezirk Allenstein) in der preußischen Provinz Ostpreußen gehörte.
Im Jahre 1910 waren im Dorf Kobulten 543 und im Gutsbezirk Kobulten 90 Einwohner registriert. Aufgrund der Bestimmungen des Versailler Vertrags stimmte die Bevölkerung in den Volksabstimmungen in Ost- und Westpreussen am 11. Juli 1920 über die weitere staatliche Zugehörigkeit zu Ostpreußen (und damit zu Deutschland) oder den Anschluss an Polen ab. In Kobulten (Dorf und Gut) stimmten 420 Einwohner für den Verbleib bei Ostpreußen, auf Polen entfielen 20 Stimmen.
Am 30. September 1928 schlossen sich Dorf und Gut zur neuen Landgemeinde Kobulten zusammen. In den Jahren nach dem Ersten Weltkrieg erlebte Kobulten eine wirtschaftliche Aufwärtsentwicklung. 1937 gab es hier: eine Mahlmühle, ein Manufakturwarengeschäft, zwei Gasthäuser mit Kolonialwarenhandlungen, einen Frisiersalon, zwei Bäckereien, eine Fleischerei, eine Tischlerei, zwei Schmieden, eine Stellmacherei, einen Sattler, zwei Schneider, einen Schuhmacher und zwei Anstreicher. Die Einwohnerzahl der vereinigten Landgemeinde belief sich 1933 auf 744 und 1939 auf 753.
1945 wurde Kobulten in Kriegsfolge mit dem gesamten südlichen Ostpreußen an Polen überstellt und erhielt die polnische Namensform „Kobułty“. Heute ist das Dorf in die Stadt- und Landgemeinde Biskupiec (Bischofsburg) eingegliedert, die zum Powiat Olsztyński (Kreis Allenstein) gehört, bis 1998 der Woiwodschaft Olsztyn, seither der Woiwodschaft Ermland-Masuren zugeordnet. 2011 waren in Kobułty 402 Einwohner gemeldet. Das in der zweiten Hälfte des 18. Jahrhunderts errichtete Gutshaus war ein Gebäude mit Schleppdach. 1945 wurde es zerstört.

### Amtsbezirk Kobulten (1874–1945)
Zum Amtsbezirk Kobulten gehörten anfangs 13 Gemeinden bzw. Gutsbezirke:
| Deutscher Name  | Geänderter Name 1938 bis 1945 | Polnischer Name   | Bemerkungen                                                               |
| --------------- | ----------------------------- | ----------------- | ------------------------------------------------------------------------- |
| Bottowen        | Bottau                        | Botowo            |                                                                           |
| Dimmern         |                               | Dymer             |                                                                           |
| Dombrowken      |                               | Dąbrówka Kobułcka | 1928 nach Groß Borken eingemeindet                                        |
| Groß Borken     |                               | Borki Wielkie     |                                                                           |
| Haasenberg      |                               | Labuszewo         |                                                                           |
| Klein Parlösen  | (ab 1928:) Parlösen           | Parleza Mała      | 1928 nach Parlösenwolka eingemeindet                                      |
| Kobulten (Dorf) |                               | Kobułty           |                                                                           |
| Kobulten (Gut)  |                               |                   | 1928 zusammen mit Dimmernwiese in die Landgemeinde Kobulten eingegliedert |
| Parlösenwolka   | (ab 1928:) Parlösen           | Stara Wólka       | 2008 zu Parleza Mała gekommen                                             |
| Rudzisken       | (ab 1928:) Rudau              | Rudziska          |                                                                           |
| Saadau (Dorf)   |                               | Sadowo            |                                                                           |
| Saadau (Gut)    |                               |                   | 1928 in die Landgemeinde Saadau eingegliedert                             |
| Wilhelmsthal    |                               | Rudne             |                                                                           |

Am 1. Januar 1945 gehörten zum Amtsbezirk Kobulten noch: Bottau, Dimmern, Groß Borken, Haasenberg, Kobulten, Parlösen, Rudau und Saadau.

## Kirche

### Evangelisch

#### Kirchengebäude

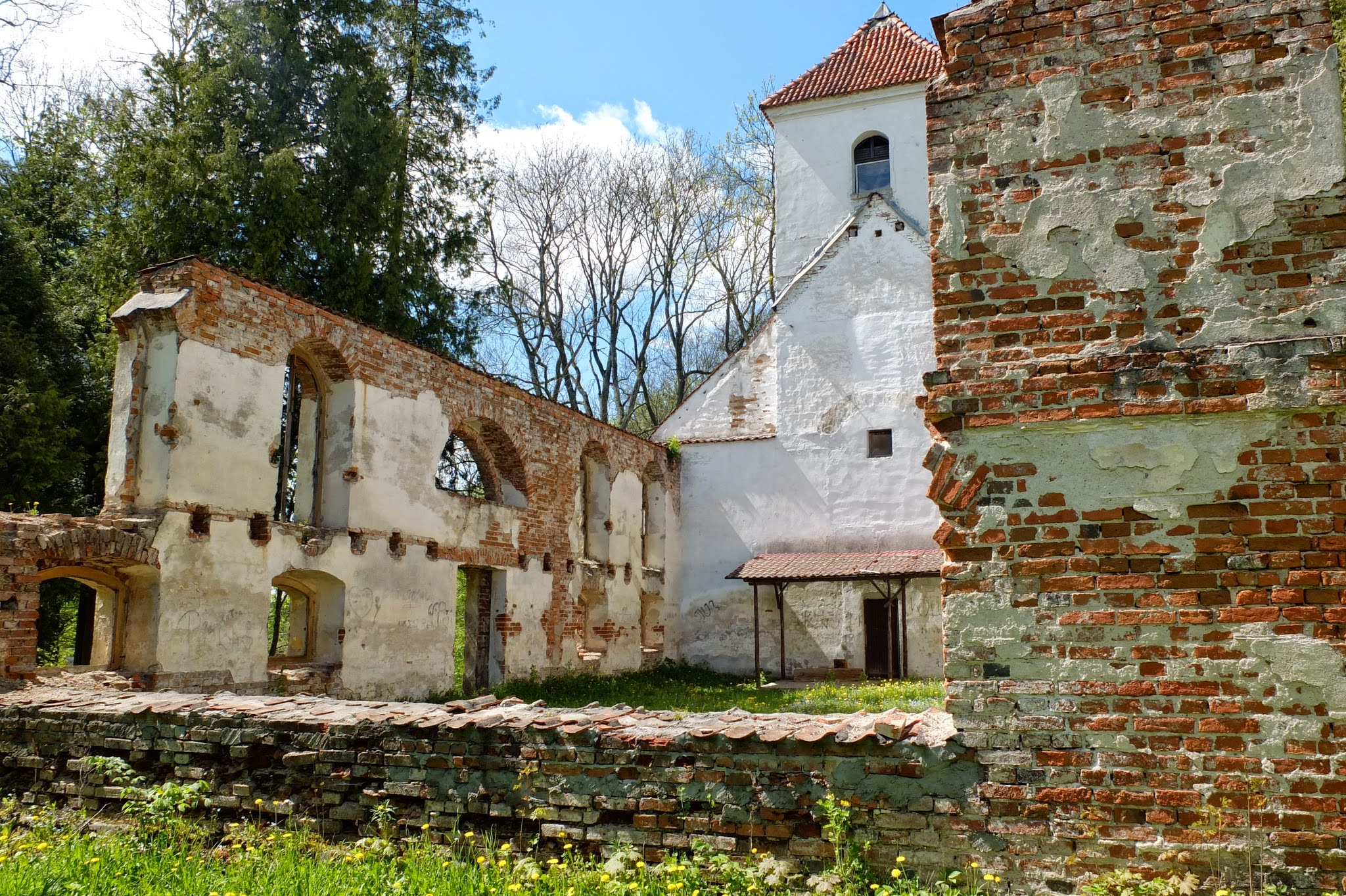
Ruine der evangelischen Kirche

Von der evangelischen Kirche Kobulten steht heute nur noch eine ungenutzte Ruine. Es sind die Reste eines klassizistischen Saalbaus mit einem Turm an der westlichen Giebelseite. Den Bauentwurf fertigte Karl Friedrich Schinkel an. Der Bau entstand in den Jahren 1830 bis 1832 und war der Nachfolgebau eines baufällig gewordenen Gotteshauses aus dem 16. Jahrhundert.

#### Kirchengemeinde
Eine evangelische Kirchengemeinde gab es in Kobulten bereits im 16. Jahrhundert. Das Kirchenpatronat hatten zuletzt die staatlichen Behörden inne. 1925 zählte die Pfarrei 2400 Gemeindeglieder, die in einem mittelgroßen Kirchspiel wohnten. Bis 1945 gehörte die Kirche Kobulten zum Superintendenturbezirk Passenheim (polnisch Pasym) des Kirchenkreises Ortelsburg (Szczytno) in der Kirchenprovinz Ostpreußen der Kirche der Altpreußischen Union. Heute gehört Kobulten zur evangelischen Kirche Sorkwity in der Diözese Masuren der Evangelisch-Augsburgischen Kirche in Polen.

### Katholisch

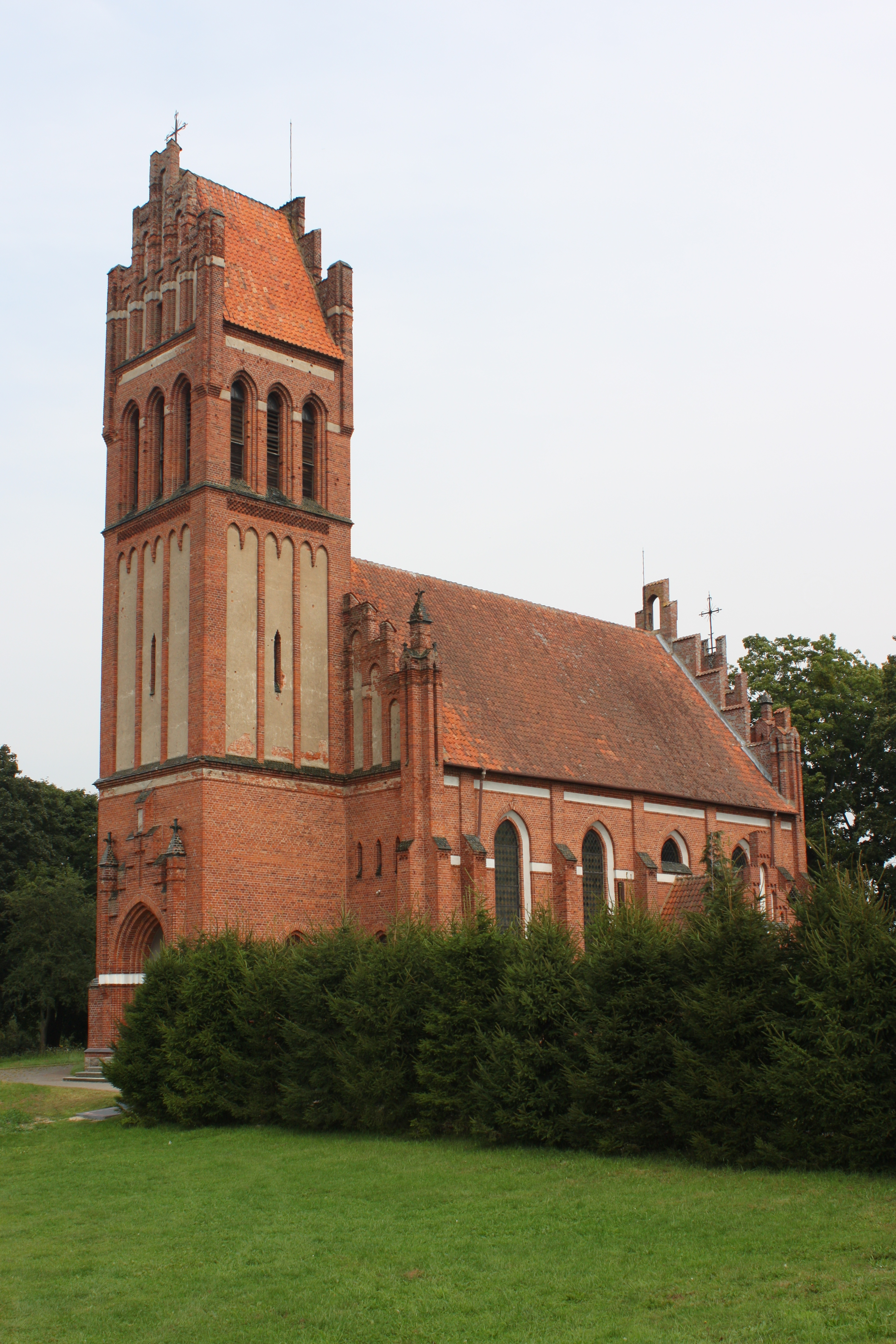
Katholische Kirche St. Joseph

#### Kirchengebäude
Die St.-Joseph-Kirche in Kobulten wurde 1897 bis 1899 nach einem Entwurf von Friedrich Heitmann als neogotischer Backsteinbau errichtet, dessen ursprüngliche Ausstattung sich weitgehend erhalten hat.

#### Pfarrgemeinde
Bis 1894 war Kobulten nach Bischofsburg (polnisch Biskupiec) eingepfarrt. Für die dann gegründete Gemeinde wurde ein Gotteshaus errichtet, das als Pfarrkirche für einen weitflächigen Sprengel diente. Sie ist heute in das Dekanat Biskupiec Reszelski im Erzbistum Ermland der Römisch-katholischen Kirche eingegliedert.

## Schule
Die Kobulter Schule war eine zweiklassige Gemeinschaftsschule. Die erste Lehrerstelle war mit einem evangelischen, die zweite mit einem katholischen Lehrer besetzt. Die schulentlassenen Jungen mussten im Winter und Sommer die Berufsschule besuchen, die schulentlassenen Mädchen erhielten im Winterhalbjahr Unterricht im Kochen.

## Verkehr

### Straße
Kobułty liegt verkehrsgünstig an einer Nebenstraße, die die polnische Landesstraße 16 (einstige deutsche Reichsstraße 127) bei Borki Wielkie (deutsch Groß Borken) mit der Woiwodschaftsstraße 600 bei Kałęczyn (Kallenczin, 1938 bis 1945 Kallenau) verbindet. Eine weitere Nebenstraße führt von Mojtyny (Moythienen) bis zur Landesstraße 57 (einstige Reichsstraße 128) bei Rudziska (Rudzisken, 1928 bis 1945 Rudau).

### Schiene

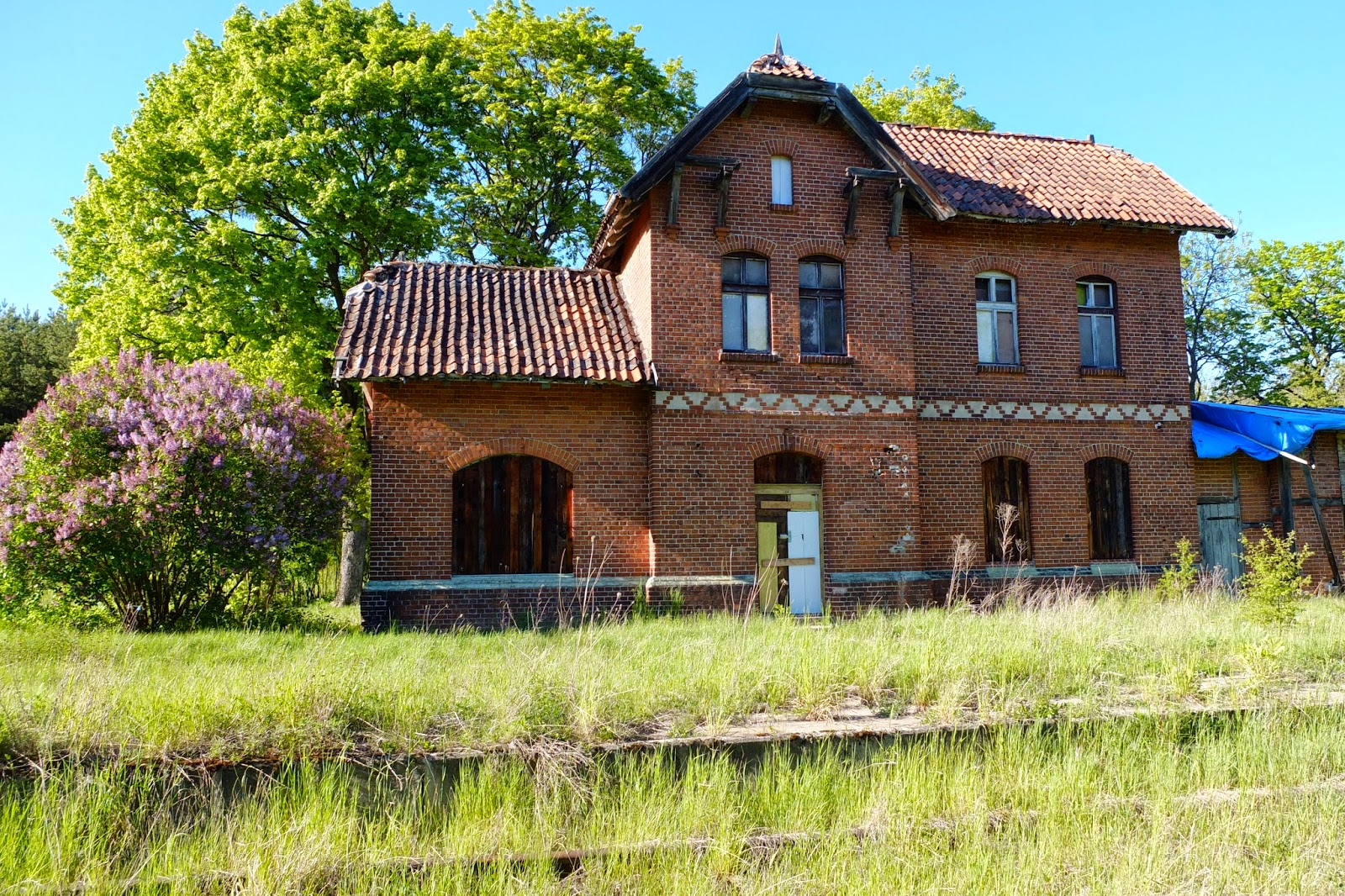
Ehemaliges Bahnhofsgebäude

Im Jahre 1908 wurde Kobulten Bahnstation an der Bahnstrecke Czerwonka–Szczytno (deutsch Rothfließ–Ortelsburg). Nach achtzig Jahren wurde diese Strecke zunächst für den Personen-, dann auch für den Güterverkehr geschlossen. Seit 2015 werden die Bahnanlagen demontiert. Die Gegend um Kobułty ist damit jetzt vom Bahnverkehr abgekoppelt.

## Persönlichkeiten
Unter den Gutsbesitzern auf Kobulten war Bernhard Knauff (1855–1933) eine verdienstvolle Persönlichkeit. Er gründete 1883 in Kobulten den ersten ostpreußischen Raiffeisenverband. Genossenschaftliche Kreditfinanzierungen für landwirtschaftliche Investitionen machten es möglich, mehr Land nutzbar zu machen. So sank der Anteil der Brachen im Kreis Ortelsburg z. B. von 1878 bis 1927 um mehr als 19 %. Aus Kobulten stammte der Marinestabsarzt Friedrich Jakob Johswich (1823–1866).